# سرنادا (تگزاس)
سرنادا (به انگلیسی: Serenada) یک منطقهٔ مسکونی در ایالات متحده آمریکا است که در شهرستان ویلیامسون، تگزاس واقع شده‌است. سرنادا ۱٬۶۴۱ نفر جمعیت دارد و ۲۵۰ متر بالاتر از سطح دریا واقع شده‌است.